# 44e cérémonie des NAACP Image Awards
La 44e cérémonie des NAACP Image Awards, décernés par la National Association for the Advancement of Colored People, a eu lieu le 1er février 2013 et a récompensé les meilleurs films, musiques, livres, émissions et les meilleurs professionnels de la communauté afro-américaine réalisés l'année précédente.

## Palmarès

### Cinéma
- Meilleur film : Red Tails
- Meilleur acteur : Denzel Washington pour Flight
- Meilleure actrice : Viola Davis pour Won’t Back Down
- Meilleur acteur dans un second rôle : Samuel L. Jackson pour Django Unchained
- Meilleure actrice dans un second rôle : Kerry Washington pour Django Unchained
- Meilleur film indépendant : Les Bêtes du sud sauvage (Beasts of the Southern Wild)
- Meilleur film documentaire : On the shoulders of giants: The story of the greatest team you’ve never heard of
- Meilleur film international : Intouchables

### Télévision

#### Série comique
- Meilleure série : The Game
- Meilleur acteur : Don Cheadle pour House of Lies
- Meilleure actrice : Cassi Davis pour Tyler Perry’s House of Payne
- Meilleur acteur dans un second rôle : Lance Gross pour Tyler Perry’s House of Payne
- Meilleure actrice dans un second rôle : Vanessa Williams pour Desperate Housewives

#### Série dramatique
- Meilleure série : Scandal
- Meilleur acteur : LL Cool J pour NCIS : Los Angeles
- Meilleure actrice : Kerry Washington pour Scandal
- Meilleur acteur dans un second rôle : Omar Epps pour Dr House
- Meilleure actrice dans un second rôle : Loretta Devine pour Grey's Anatomy

#### Mini-série ou téléfilm
- Meilleure mini-série : Steel Magnolias
- Meilleur acteur : Cuba Gooding Jr. pour Hallmark Hall of Fame’s Firelight
- Meilleure actrice : Alfre Woodard pour Steel Magnolias

#### Série diffusée en journée
- Meilleur acteur : Kristoff St. John pour Les Feux de l'amour
- Meilleure actrice : Tatyana Ali pour Les Feux de l'amour

### Musique
- Révélation de l'année : Elle Varner
- Artiste masculin : Usher
- Artiste féminin : Alicia Keys
- Duo, groupe ou collaboration : Mary Mary
- Album de jazz : The Preservation Hall 50th Anniversary Collection de The Preservation Hall Jazz Band
- Album de gospel : Go Get It de Mary Mary
- World Music album : Wonderful Life d'Estelle
- Clip vidéo : Girl On Fire d'Alicia Keys
- Chanson de l'année : I Look To You de Whitney Houston et R. Kelly
- Album de l'année : I Will Always Love You : The Best Of Whitney Houston de Whitney Houston